# Government Code and Cypher School
La Government Code and Cypher School (GC&CS) (littéralement « école du chiffre et du code du gouvernement ») était le bureau anglais responsable de l’interception et du déchiffrage des communications étrangères entre 1919 et 1946.
Installée à Bletchley Park pendant la Seconde Guerre mondiale, elle s'illustre notamment par le décodage des messages cryptés par la machine Enigma et la machine de Lorenz.